# Pionerskaya Pravda
La Pionerskaya Pravda (Пионе́рская пра́вда) è un giornale interamente scritto in lingua russa per i pionieri sovietici e dal 1992 per i pionieri russi. Inizialmente era un giornale dell'Unione Sovietica. Il suo nome può essere tradotto come "Verità per i giovani pionieri".

## Storia
Il giornale fu fondato il 6 marzo 1925 a Mosca e pubblicato con il nome di Pravda scolastica e successivamente di Verità pionieristica. Nikolai Bukharin fu il primo direttore del giornale. Al giornale collaborarono diversi poeti e artisti, come Mikhail Zoshchenko, Ilya Ilf, Evgeny Petrov e Vladimir Mayakovsky. Il 6 marzo 1927 il giornale entrò a far parte del Comitato centrale e del Comitato di Mosca della Lega dei Giovani Comunisti dell'Unione. Dal 1958 entrò a far parte del Comitato centrale della Lega dei giovani comunisti dell'intera Unione e del Consiglio centrale dell'Organizzazione dei Pionieri dell'intera Unione. Dal 4 febbraio 1928 il giornale fu pubblicato due volte alla settimana e dal 3 ottobre 1928 tre volte alla settimana..
Il giornale fu l'organo settimanale del Comitato RKSM di Mosca. Negli anni '70 e '80 dell'altro secolo la sua tiratura si avvicinava a 10 milioni di copie (quasi tutti i bambini dell'Unione Sovietica erano abbonati). Il titolo riprendeva il nome del principale quotidiano sovietico dell'epoca, la Pravda, così come molti altri giornali. Nel 1991, dopo il crollo dell'URSS il giornale fu riorganizzato nel 1997 dal Partito Comunista della Federazione Russa, presieduto dal fisico e matematico Gennady Zyuganov e il giornale diventò a diffusione nazionale per bambini e adolescenti.
Ancora oggi, anno 2023. il giornale continua ad essere pubblicato, ma è ora associato ai Giovani Pionieri e la sua diffusione si è notevolmente ridotta.

## Caporedattori
- М. Stremyakov (1925-1926)

- В. Lyadova (1927-1930)

- Н. Lyalin (1931)

- Г.  Soldiers (1932-1933)
- А. Stroyev (1933)
- А. Gusev (1934-1935)
- А. Stroyev (1935-1938)
- Н. Danilov (1938-1940)
- И. Andreev (1940-1945)
- В. Gubarev (1945-1947)
- В. Semyonov (1947-1949)
- З. Tumanova (1949-1952)
- С. Potemkin (1952-1953)
- Т. Matveeva (1953-1961)
- Н. Chernova (1961-1982)

- О. I. Grekova (1983-2006)[5][6]
- М. Barannikov (dal 2006)[7]

## Premi e riconoscimenti
- Nel 1995 Pionerskaya Pravda è stata insignita della Bandiera Rossa del Lavoro[8]
- nel 1950 dell'Ordine di Lenin
- nel 1985 dell'Ordine dell'Amicizia dei Popoli.

## Altri giornali dei pionieri
Bollettini e gazzette simili furono pubblicati in altre lingue nazionali e regionali, in varie repubbliche e territori dell'Unione Sovietica.  Nel 1974, c'erano sette giornali stampati in russo e altri 22 pubblicati in altre lingue.
| Repubblica                                       | Nome Originale            | Traduzione                | Città            | Lingua                 | Fondato |
| ------------------------------------------------ | ------------------------- | ------------------------- | ---------------- | ---------------------- | ------- |
| URSS                                             | Pionerska Pravda          | La verità dei pionieri    | Mosca            | lingua russa           | 1925    |
| Repubblica socialista federativa sovietica russa | Ленинские искры           | Scintille di Lenin        | Leningrado       | lingua russa           | 1924    |
| Baschir RSSA                                     | Bashҡортостан пионере     | Pioniere baskriano        | Ufa              | Baschiro               | 1930    |
| Ciuvascia RSSA                                   | Pioniere Sassi            | La chiamata dei pionieri  | Cheboksary       | Chuvash                | 1930    |
| Mari RSSA                                        | yamde ly                  | Siamo pronti              | Yoshkar-Ola      | lingua mari            | 1933    |
| RSSA Tatara                                      | Яшь ленинчы               | Giovane leninista         | Kazan            | Lingua tartara         | 1924    |
| Udmurt RSSA                                      | Дась лу                   | Siamo pronti              | Izhevsk          | Lingua Udmurt o Votiak | 1930    |
| Yakut RSSA                                       | Бэлэм буол                | Siamo pronti              | Jakutsk          | Yakut                  | 1936    |
| Ucraina RSS                                      | Zіrka                     | Stellina                  | Kyiv             | lingua ucraina         | 1925    |
| Ucraina RSS                                      | Юный ленинец              | Giovane leninista         | Kyiv             | lingua russa           | 1922    |
| Bielorussia RSS                                  | Pіyaner Bielorussia       | Pioniere bielorusso       | Minsk            | lingua bielorussa      | 1929    |
| Bielorussia RSS                                  | Zork                      | Alba                      | Minsk            | lingua russa           | 1945    |
| Uzbekistan RSS                                   | Ленин учқуни              | Scintille di Lenin        | Taskent          | Lingua uzbeka          | 1929    |
| Uzbekistan RSS                                   | Pioniere Vostoka          | Pioniere Orientale        | Taskent          | lingua russa           | 1927    |
| Karakalpak RSS                                   | Жеткиншек                 | Modifica                  | Nukus            | Lingua karakalpak      | 1932    |
| Kazakistan RSS                                   | Қазақстан пионерi         | Pioniere del Kazakistan   | Alma-Ata         | lingua kazaka          | 1930    |
| Kazakistan RSS                                   | Altri soldi               | Amico degli efebi         | Alma-Ata         | lingua russa           | 1933    |
| RSS della Georgia                                | ნორჩ ლენინელი             | Giovane leninista         | Tbilisi          | lingua georgiana       | 1931    |
| RSS dell'Azerbaigian                             | Азәрбајҹан pioniere       | Pioniere dell'Azerbaigian | Baku             | lingua azera           | 1938    |
| Lituania RSS                                     | lietuvos pionierius       | Pioniere lituano          | Vilnius          | lingua lituana         | 1946    |
| Moldavia RSS                                     | Tynerul leninista         | giovane leninista         | Chisinau         | lingua rumena          | 1941    |
| Moldavia RSS                                     | Юный ленинец              | giovane leninista         | Chisinau         | lingua russa           | 1941    |
| Lettonia RSS                                     | pionier                   | Pioniere                  | Riga             | lingua lettone         | 1946    |
| Kirghizistan RSS                                 | Pionieri del Kirghizistan | pioniere kirghiso         | Frunze (Bishkek) | Kirghizistan           | 1933    |
| Repubblica Socialista Sovietica Tagika           | Пионери Тоҷикистон        | Pioniere del Tagikistan   | Dushanbe         | Lingua tagica          | 1929    |
| RSS armeno                                       | Պիոներ Կանչ               | La chiamata dei pionieri  | Erevan           | lingua armena          | 1925    |
| RSS estone                                       | Säde                      | Scintilla                 | Tallin           | lingua estone          | 1946    |

## Dal 1991 ad oggi
Dal 1991 Pionerskaya Pravda è stampata in un'edizione illustrata a colori.
Il giornale ha cambiato il suo logo, ma ha mantenuto la tradizione di organizzare gare sportive annuali per bambini con i premi offerti del quotidiano Pionerskaya Pravda. Ogni anno a marzo si svolgono gare tutte russe di sci di fondo per bambini . Alla quarta competizione nel 2011 hanno partecipato 448 giovani sciatori di 92 scuole di diverse regioni della Russia  .
Vengono organizzati anche tornei di calcio per bambini russi e di hockey.

## Notizie
- Diffusione delle informazioni nell'Europa orientale